# 理查德·斯莫伍德
理查德·斯莫伍德（英語：Richard Smallwood；1990年12月29日—）是一位英格蘭足球運動員。在場上的位置是中場或右後衛。現效力於英甲球隊侯城。他也代表英格蘭國青隊參賽。

## 外部連結
- 足球数据库：理查德·斯莫伍德的球员统计数据